# Бјеловце
Бјеловце (слч. Bielovce) насељено је мјесто са административним статусом сеоске општине (слч. obec) у округу Љевице, у Њитранском крају, Словачка Република.

## Становништво
| Година:    | 1994. | 2004.    | 2014.   | 2024.   |
| ---------- | ----- | -------- | ------- | ------- |
| Број људи: | 313   | 247      | 224     | 213     |
| Разлика:   |       | -21,08 % | -9,31 % | -4,91 % |

| Година:    | 2023. | 2024.   |
| ---------- | ----- | ------- |
| Број људи: | 211   | 213     |
| Разлика:   |       | +0,94 % |

Према подацима о броју становника из 2011. године насеље је имало 231 становника.